# Главно разузнавателно управление
Главното разузнавателно управление (на руски: Гла́вное разве́дывательное управле́ние), известно и със съкращението ГРУ, е централният орган на военното разузнаване на (последователно) РККА, Червената/Съветската армия и Въоръжените сили на Руската федерация. Пълното име е Главно разузнавателно управление на Генералния щаб на Въоръжените сили на Руската федерация (Главное разведывательное управление Генерального штаба Вооружённых сил Российской Федерации). ГРУ е подчинено на началника на Генералния щаб и на министъра на отбраната на Русия (СССР). Занимава се с всички видове разузнаване, обслужващи Въоръжените сили – агентурно, икономическо и радиоелектронно. Устройството на организацията и броя на членовете ѝ е държавна тайна. В началото на 90-те години на XX век ГРУ преминава на подчинение на териториалните войскови началници, а няколко важни подразделения са разформировани.

## История
ГРУ е създадено през 1918 г. с цел да управлява цялото военно разузнаване. Съществува като организация и до днес като наследник на съветския едноименен предшественик, но с орязани функции...
За разлика от него съветският Комитет за държавна сигурност е разпуснат и преструктуриран в 2 отделни специални служби - Служба за външно разузнаване и Федерална служба за сигурност, след намесата на КГБ в опита за преврат срещу президента на СССР Михаил Горбачов през август 1991 г.

## Ръководители
- Евгений Тимохин (ноември 1991 – август 1992)
- Фьодор Ладигин (19 август 1992 – май 1997)
- Валентин Коребелников (май 1997 – април 2009)
- Александър Шляхтуров (14 април 2009 – 26 декември 2011)
- Игор Сергун (26 декември 2011 – 3 януари 2016)
- Игор Коробов (януари 2016 – 21 ноември 2018)
- Игор Костюков (декември 2018 – настояще)

## Дейности по държави

### България
Разследване на холандското интернет издание „Bellingcat“ и вестник „Капитал“ определя сътрудника на ГРУ – Денис Вячеславович Сергеев (използвайки псевдонима Сергей Вячеславович Федотов) като заподозрян за отравянето през 2015 г. на българския бизнесмен Емилиян Гебрев в София, сравнявайки приликите при отравянето на Сергей и Юлия Скрипал.
През март 2021 г. шестима български граждани, за които се твърди, че са членове на шпионска група на ГРУ, действаща в територията на България, са арестувани в София.